# Biografielijst Tr

## Tra

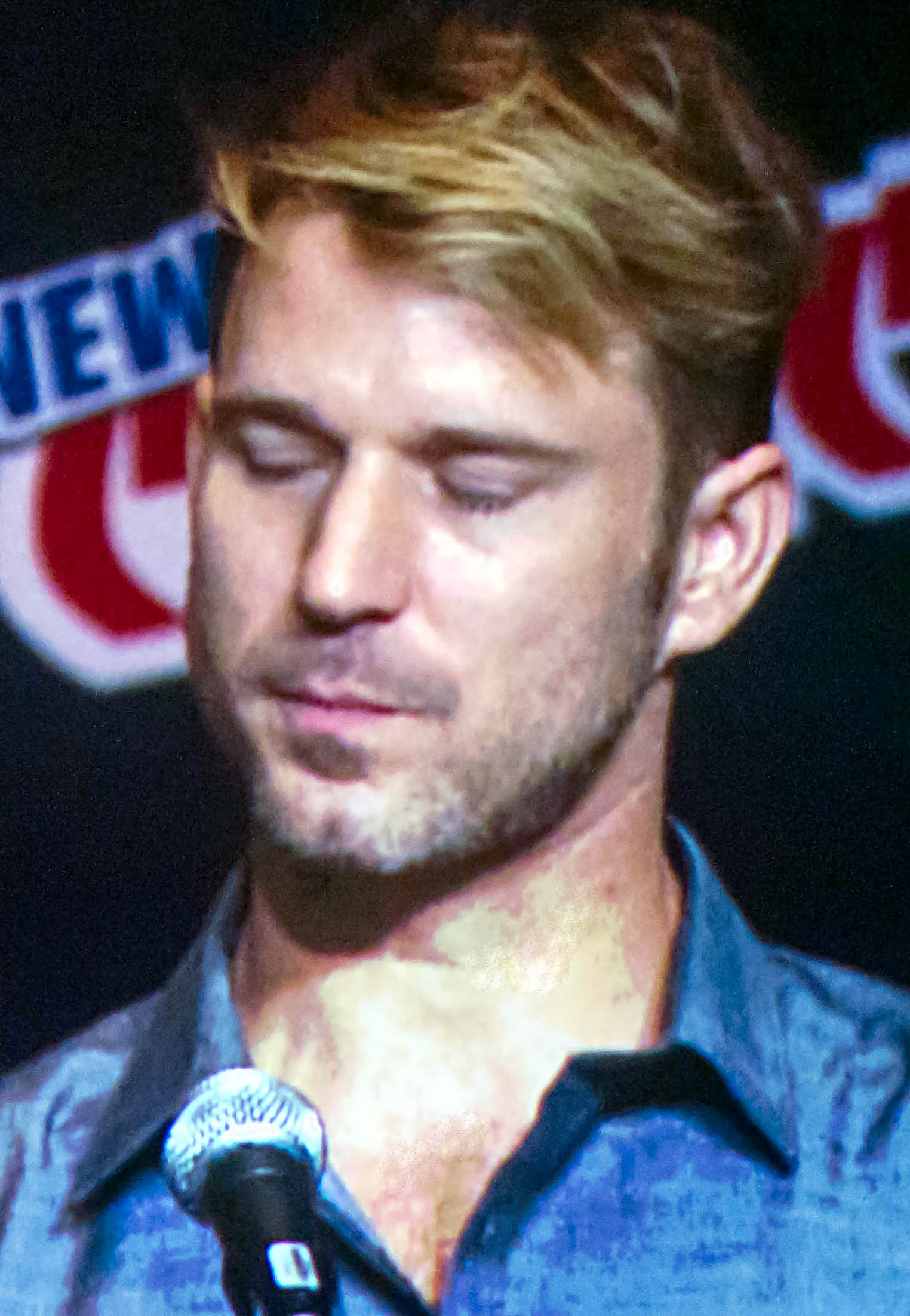
Wil Traval (2015)

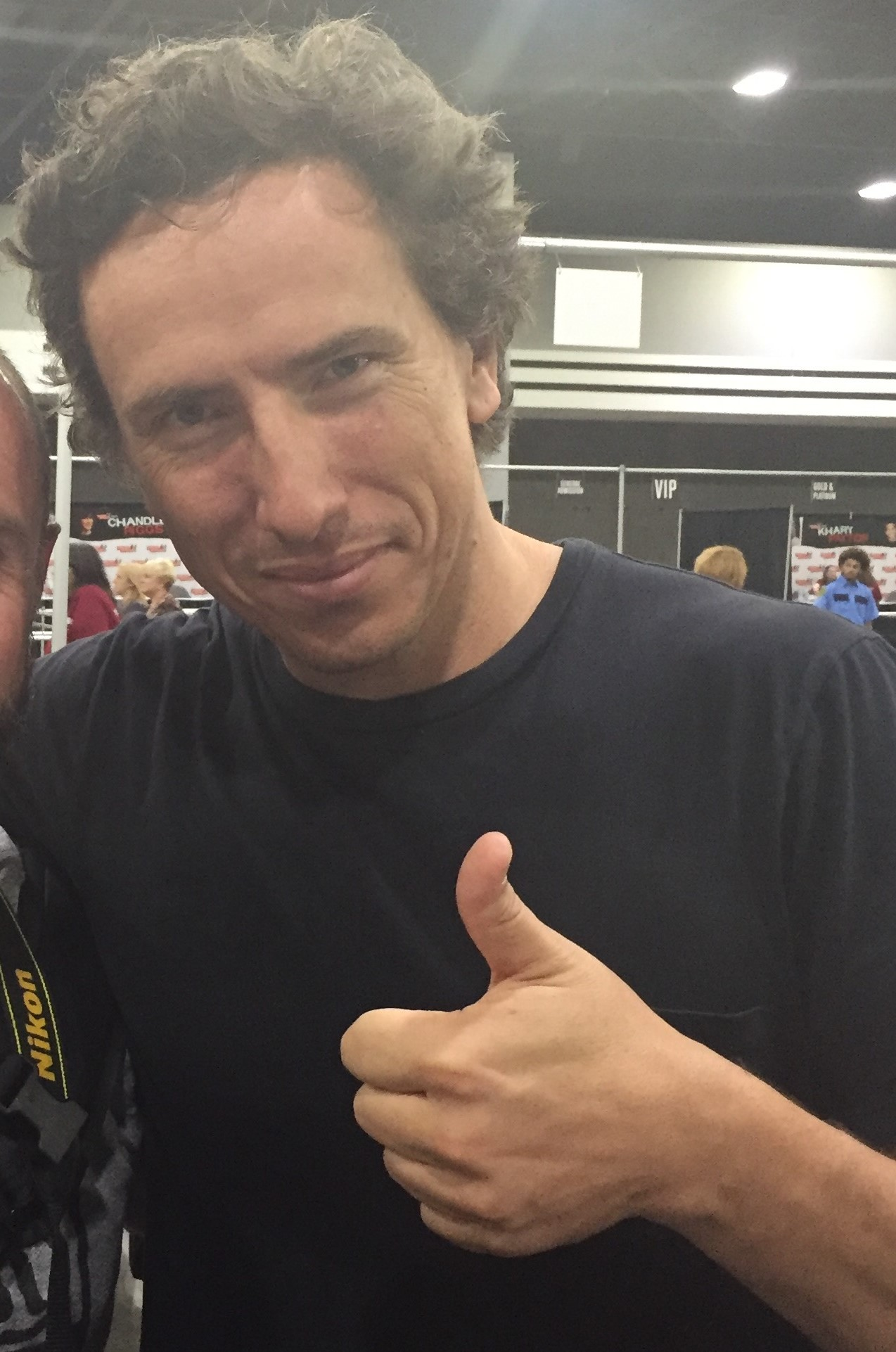
Michael_Traynor

- Nizar Trabelsi (1970), Tunesisch voetballer
- Michelle Trachtenberg (1985-2025), Amerikaans actrice
- Gerhard Track (1934-2022), Oostenrijks componist, dirigent en muziekpedagoog
- Fernand Traen (1930-2016), Belgisch politicus en bestuurder
- Rachel Traets (1998), Nederlands zangeres
- Pedro Tragter (1968), Nederlands motorcrossrijder
- Trajanus (53-117), Romeins keizer (98-117)
- Georgi Trajkov (1898-1975), Bulgaars politicus
- Georg Trakl (1887-1914), Oostenrijks dichter
- Lucas Tramèr, (1989), Zwitsers roeier
- Jack Tramiel, (1928-2012), Pools-Amerikaans ondernemer
- Terrence Trammell (1978), Amerikaans atleet
- Tim Tramnitz (2004), Duits autocoureur
- Andy T. Tran (1983), Amerikaans acteur
- Levy Tran (1983), Amerikaanse actrice
- Trần Đức Lương (1937-2025), Vietnamees politicus
- Trần Hiếu Ngân, (1974), Vietnamees taekwondoka
- Norbert Trandafir (1988), Roemeens zwemmer
- Igor Trandenkov (1966), Russisch atleet
- Maksim Trankov (1983), Russisch kunstschaatser
- Tomas Tranströmer (1931-2015), Zweeds schrijver en Nobelprijswinnaar
- Aminata Traoré (1942), Malinees schrijfster en politica
- Apolline Traoré (1976), Burkinees filmmaakster
- Boubacar Traoré (1942), Malinese zanger en bluesgitarist
- Demba Traoré (1982), Zweeds voetballer
- Dioncounda Traoré (1942), Malinees politicus
- Issa Traoré de Brahima (1962), Burkinees filmmaker
- Moussa Traoré (1936-2020), Malinees militair en politicus
- Moussa Traoré (1990), Ivoriaans-Burkinees profvoetballer
- Rokia Traoré (1974), Malinese zangeres, tekstschrijfster en gitariste
- Sékou Traoré (1962), Burkinees filmmaker
- Steve Trapmore (1975), Brits roeier
- Keith Trask (1960), Nieuw-Zeelands roeier
- Arnór Ingvi Traustason (1993), IJslands voetballer
- Bert Trautmann (1923-2013), Duits voetbaldoelman
- Wil Traval (1980), Australisch acteur
- Stacey Travis (1964), Amerikaans actrice
- John Travolta (1954), Amerikaans acteur
- Daniel Traxler (1996), Oostenrijks freestyleskiër
- Michael Traynor (1975), Amerikaanse acteur, filmregisseur, filmproducent en scenarioschrijver

## Tre

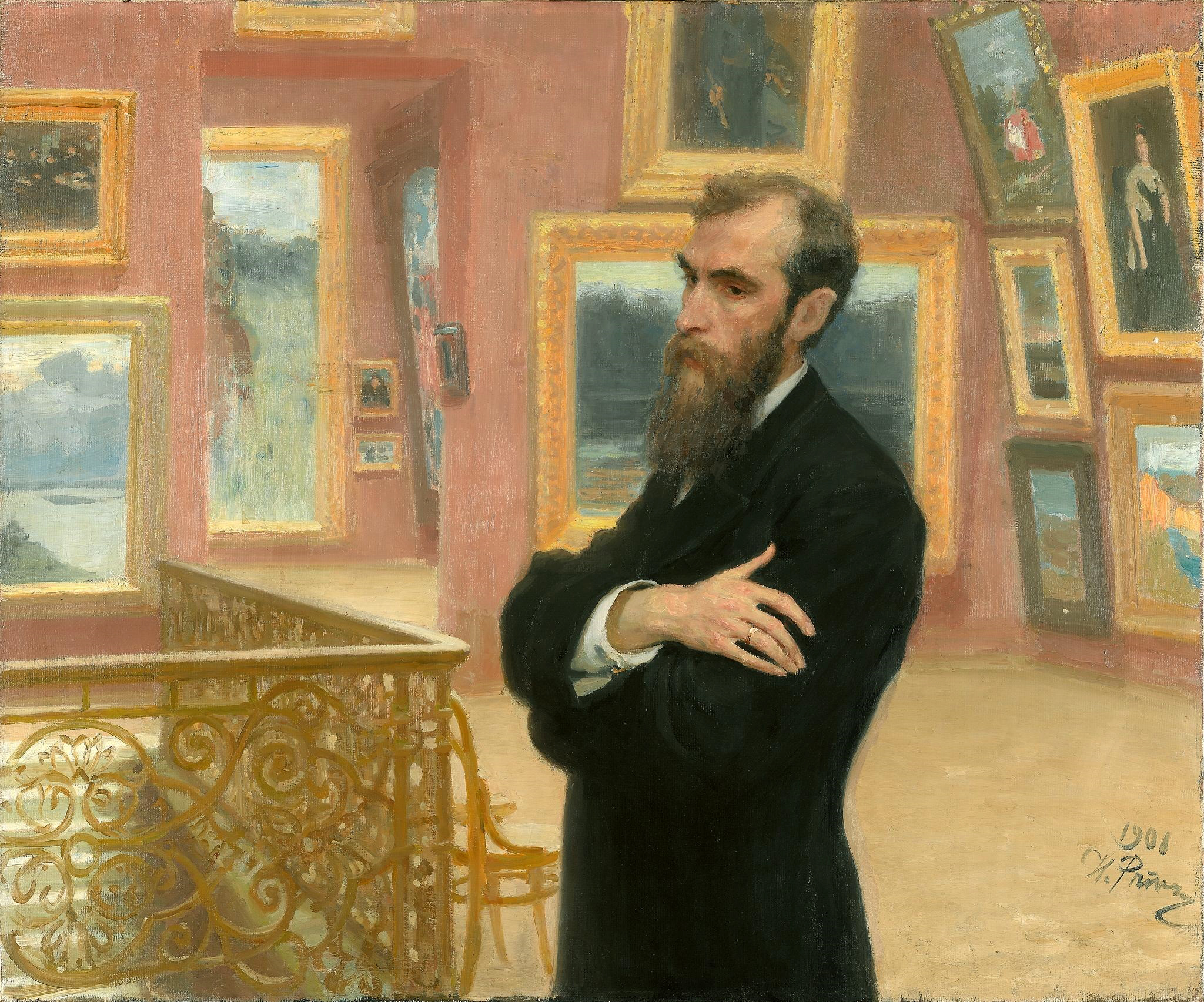
Pavel Tretjakov

- Tré Cool (1972), pseudoniem van Frank Edwin Wright III, Amerikaans muzikant
- Trebonianus Gallus (204/6-253), Romeins keizer (251-253)
- Nico Treep (1896-1945), Nederlands violist en dirigent
- Ben Treffers (1991), Australisch zwemmer
- Nikita Tregoebov (1995), Russisch skeletonracer
- Anne Treisman (1935-2018), Brits cognitief psycholoog
- Danny Trejo (1944), Amerikaans acteur
- John Jairo Tréllez (1968), Colombiaans voetballer
- Christine Tremarco (1977), Brits actrice
- François-Louis Tremblay (1980), Canadees shorttracker
- George Trenholm (1807-1876), Amerikaans politicus
- Jane Trepp (1988), Estisch zwemster
- Marius Trésor (1950), Frans-Guadeloupees voetballer
- Chloé Trespeuch (1994), Frans snowboardster
- Kyle Tress (1981), Amerikaans skeletonracer
- Aleksandr Tretjakov (1985), Russisch skeletonracer
- Pavel Tretjakov (1832-1898), Russisch industrieel en kunstverzamelaar
- Michael B. Tretow (1944-2025), Zweeds platenproducent, muzikant en componist
- Otto Treumann (1919-2001), Nederlands (van oorsprong Duits) grafisch ontwerper
- Franca Treur (1979), Nederlands schrijfster en journaliste
- Richard Trevithick (1771-1833), Brits uitvinder
- Theoderik van Treyden (?-1219), Duits monnik en bisschop

## Tri

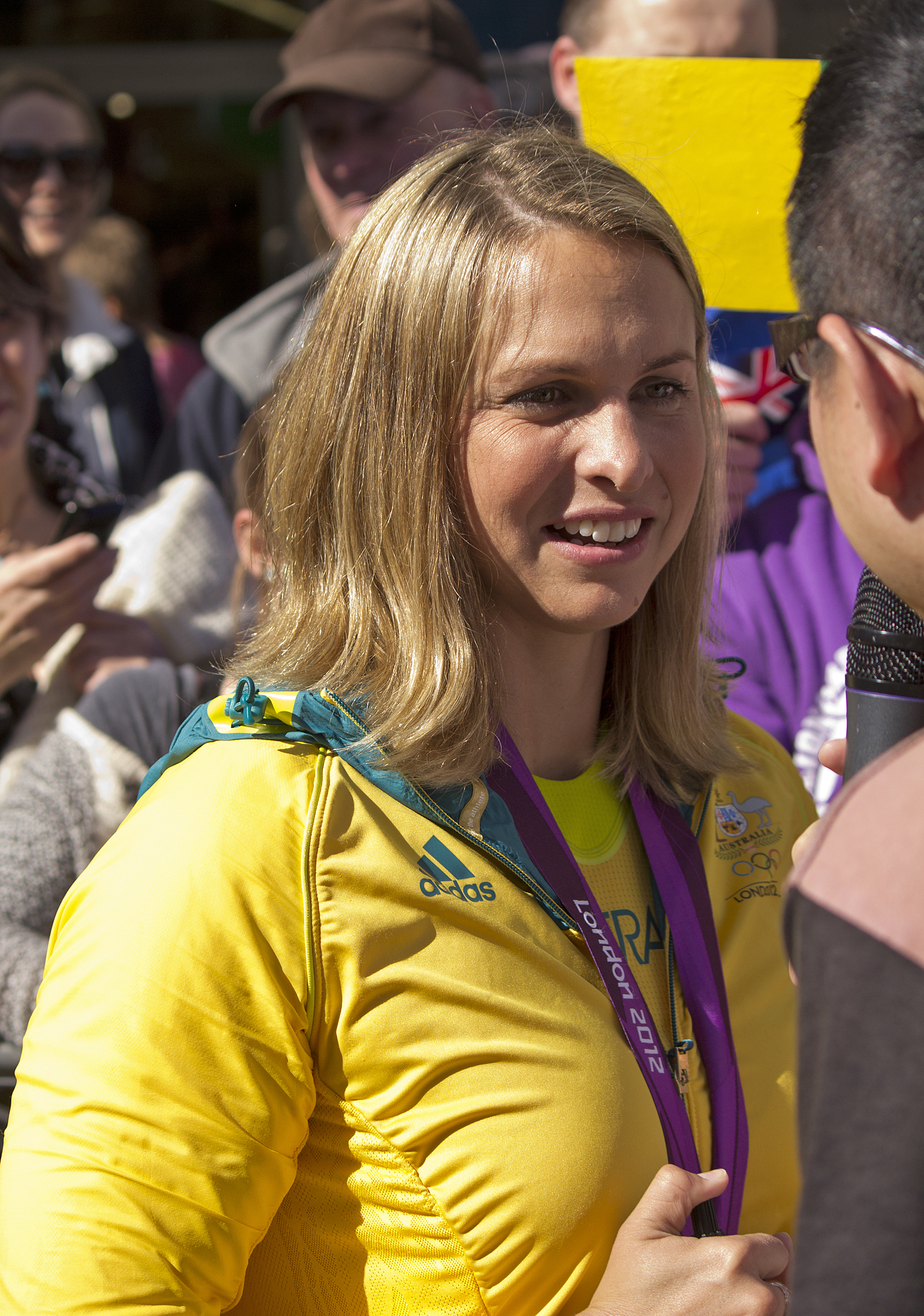
Libby Trickett

- Joan Triadú i Font (1921-2010), Catalaans schrijver, literatuurcriticus en pedagoog
- Pedro Rodríguez Triana (1890-1960), Mexicaans politicus en militair
- Kyriacos Triantaphyllides (1944), Grieks-Cypriotisch ambtenaar en politicus
- Mariano Trias (1868-1914), Filipijns revolutionair generaal
- Libby Trickett (1985), Australisch zwemster
- Paula Trickey (1966), Amerikaans actrice
- Lars von Trier (1956), Deens filmregisseur
- Valerian Trifa (1914-1917), Roemeens geestelijke en politicus
- Roger Trigaux (1951-2021), Belgisch musicus
- Andrew Triggs-Hodge (1979), Brits roeier
- David Trimble (1944-2022), Noord-Iers politicus en Nobelprijswinnaar
- Angela Trimbur (1981), Amerikaans actrice
- Maurice Trintignant (1917-2005), Frans autocoureur
- Rob Trip (1960), Nederlands presentator van actualiteitenprogramma's
- Donald Triplett (1933-2023), Amerikaanse man die bekend staat als de eerste persoon die de diagnose autisme kreeg
- Albert Dominicus Trip van Zoudtlandt (1776-1835), Nederlands militair
- Steve Trittschuh (1965), Amerikaans voetballer
- Victor Trivas (1896-1970), Amerikaans filmregisseur, scenarioschrijver en artdirector

## Trm
- Marija Trmčić (1986), Servisch alpineskiester

## Trn
- Jiří Trnka (1912-1969), Tsjechisch poppenmaker en illustrator

## Tro
- Nikolaj Troebetskoj (1890-1938), Russisch taalwetenschapper
- Anne Sjerp Troelstra (1939-2019), Nederlands wiskundige en hoogleraar
- Pieter Jelles Troelstra (1860-1930), Nederlands advocaat, journalist en politicus
- Nikolaj Troesov (1985), Russisch wielrenner
- Aleksandra Troesova (2004), Russisch kunstschaatsster
- Joeri Trofimov (1984), Russisch wielrenner
- Viktor Troicki (1986), Servisch tennisser
- Nikita Troitskiy (1999), Russisch autocoureur
- Carlo Trojan (1942), Nederlands ambtenaar
- Mate Trojanović (1930-2015), Joegoslavisch roeier
- Abraham Trommius (1633-1719), Nederlands predikant en theoloog
- Michel Tromont (1937), Waals-Belgisch politicus
- Bart Tromp (1944-2007), Nederlands columnist, socioloog en politicoloog
- Cornelis Tromp (1629-1691) Nederlands luitenant-admiraal
- Gretha Tromp (1964), Nederlands atlete
- Jan Tromp (1934-2006), Nederlands kunstfluiter
- Jorén Tromp (1988), Nederlands atleet
- Maarten Harpertszoon Tromp (1598-1653) Nederlands luitenant-admiraal
- Solco Walle Tromp (1909-1983), Nederlands geoloog en biometeoroloog
- Betty Trompetter (1917-2003), Nederlands verzetsstrijder
- Mario Tronti (1931-2023), Italiaans filosoof en politicus
- Maryline Troonen (1974-2014), Belgisch atlete
- Lee Troop (1973), Australisch atleet
- Cornelis Troost (1697-1750), Nederlands schilder
- Jan Troost (1958-2023), Nederlands activist voor de gehandicaptenbeweging
- Ted Troost (1936-2024), Nederlands haptonoom
- William Troost-Ekong (1993), Nederlands-Nigeriaans voetballer
- Volodymyr Trosjkin (1947-2020), Oekraïens voetballer en trainer
- Carlo Felice Trossi (1908-1949), Italiaans autocoureur
- Lothar von Trotha (1848-1920), Duits generaal
- Leon Trotski (1879-1940), Russisch leider van de Sovjet-Unie (1924-1928) (Lev Bronstein)
- Wendy Trott (1990), Zuid-Afrikaans zwemster
- DeeDee Trotter (1982), Amerikaans atlete
- Étienne Léopold Trouvelot (1827-1895), Frans kunstschilder, astronoom en amateur entomoloog
- Jan de Troye (1920-2006), Nederlands radioverslaggever en omroepbestuurder

## Tru

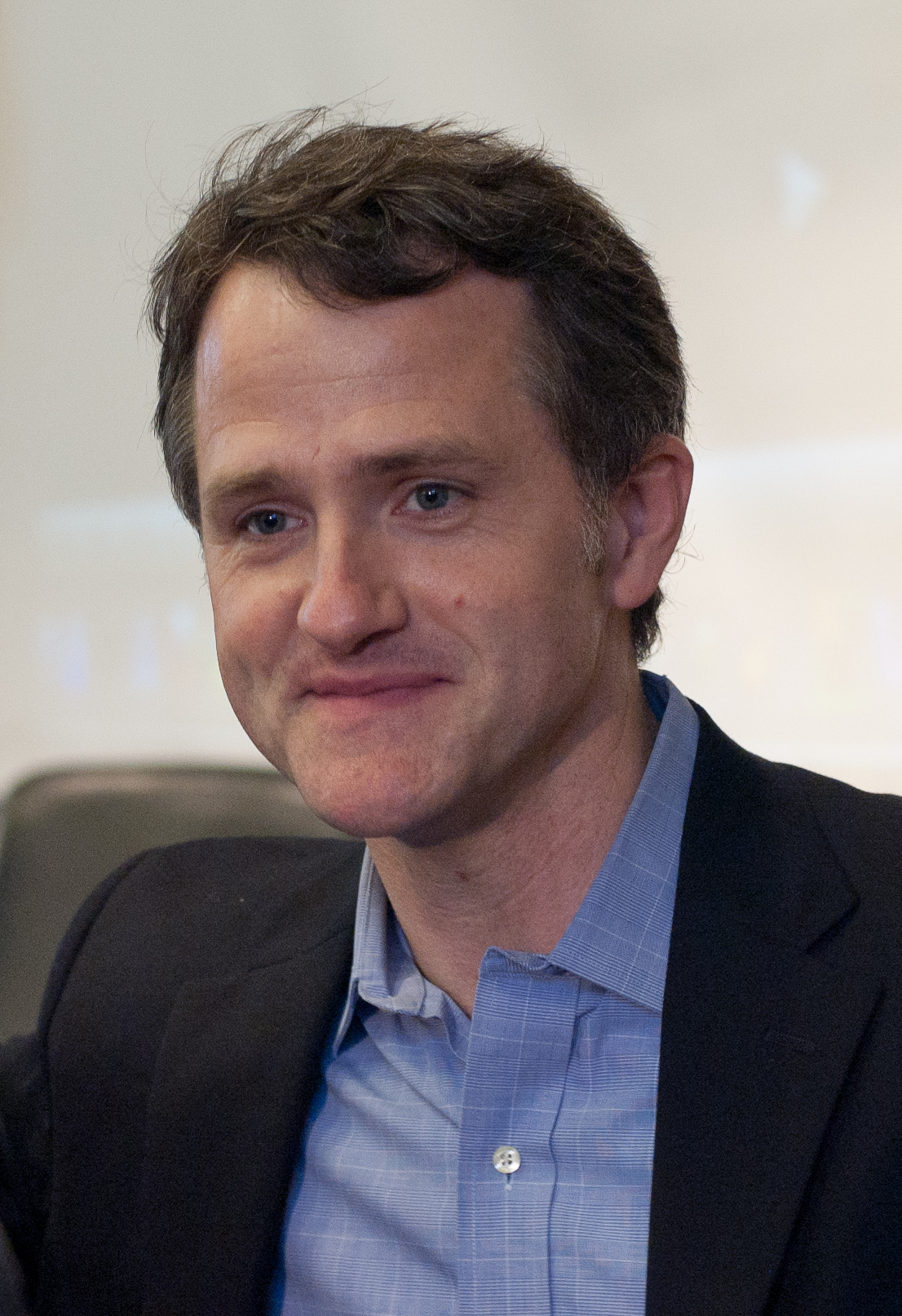
Jim True-Frost (2010)

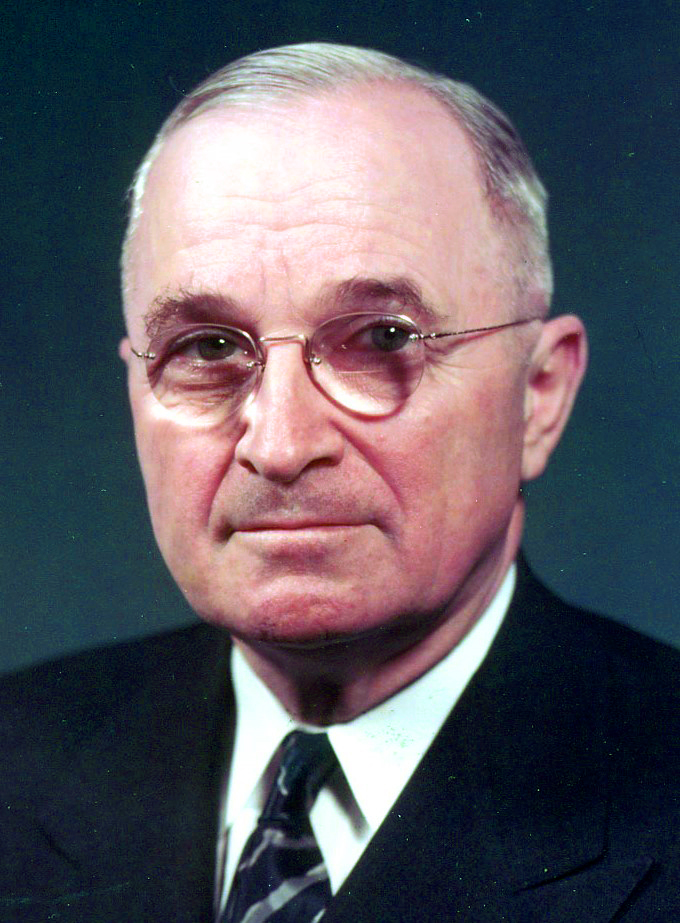
Harry S. Truman

- Carlos Trucco (1957), Boliviaans voetballer en voetbalcoach
- Rachel True (1966), Amerikaans actrice
- Jim True-Frost (1966), Amerikaans acteur
- Emile Truijen (1928-2003), Nederlands ontwerper en hoogleraar
- Hans Truijen (1928-2005), Nederlands kunstschilder en glazenier
- Jan Truijen (1838-1919), Nederlands politicus
- Joep Truijen (1993), Nederlands acteur
- Joos Truijen (1944), Nederlands politicus
- Aleid Truijens (1955), Nederlands schrijfster en columniste
- Martin Truijens (1978), Nederlands zwemtrainer
- Danielle Moné Truitt (1981), Amerikaans actrice
- Rafael Leónidas Trujillo Molina (1891-1961), dictator van de Dominicaanse Republiek
- François Truffaut (1932-1984), Frans regisseur
- Richard Truly (1937-2024), Amerikaans ruimtevaarder
- Harry S. Truman (1884-1972), Amerikaans politicus, 33ste president van de Verenigde Staten
- Ivo Trumbić (1935-2021), Kroatisch waterpolospeler en trainer
- Douglas H. Trumbull (1942-2022), Amerikaans filmregisseur en -producent
- Simon Trummer (1989), Zwitsers autocoureur
- Donald Trump (1946), Amerikaans zakenman en politicus, 45ste president van de Verenigde Staten
- Fred Trump (1905-1999), Amerikaans vastgoedontwikkelaar en filantroop
- Georg Trump (1896-1985), Duits kunstenaar, typograaf, letterontwerper, schilder en docent
- Judd Trump (1989), Engels snookerspeler
- Ivana Trump (1949-2022), Tsjechisch-Amerikaans zakenvrouw en model
- Ivanka Trump (1981), Amerikaans model en ondernemer, dochter van Donald Trump
- Maryanne Trump Barry (1937-2023), Amerikaans rechter en zus van Donald Trump
- Melania Trump (1970), Sloveens/Amerikaans model en ondernemer, echtgenote van Donald Trump
- Tiffany Trump (1993), Amerikaans model, dochter van Donald Trump
- Ed Trumpet (1955), Nederlands atleet
- Katharina Truppe (1996), Oostenrijks alpineskiester
- Alan Truscott (1925-2005), Brits bridgespeler
- Dorothy Truscott (1925-2006), Amerikaans bridgespeelster
- Liz Truss (1975), Brits politica
- Jos Truyen (1939), Belgisch politicus
- Sofie Truyen (1982), Belgisch actrice
- Bert Truyens (1912-1970), Belgisch vakbondsbestuurder
- Donna-Donny Truyens (1989), Belgisch turner
- Jérôme Truyens (1987), Belgisch hockeyer
- Joseph Truyens (1898-1958), Belgisch politicus
- André Truyman (1932-2022), Belgisch-Nederlands priester en journalist

## Try
- Bjarni Tryggvason (1945-2022), IJslands-Canadees ruimtevaarder

## Trz
- Mirosław Trzeciak (1968), Pools voetballer